# Маунт Холи (Северна Каролина)
Маунт Холи (енгл. Mount Holly) град је у америчкој савезној држави Северна Каролина.

## Демографија
По попису из 2010. године број становника је 13.656, што је 4.038 (42,0%) становника више него 2000. године.
| Група             | 2000.         | 2010.          |
| Белци             | 8.160 (84,8%) | 10.588 (77,5%) |
| Афроамериканци    | 894 (9,3%)    | 1.735 (12,7%)  |
| Азијати           | 240 (2,5%)    | 332 (2,4%)     |
| Хиспаноамериканци | 204 (2,1%)    | 749 (5,5%)     |
| Укупно            | 9.618         | 13.656         |